# Dunia Montenegro
Dunia Montenegro (Rio de Janeiro, 5 de juliol de 1977) és una actriu porno i productora d'esdeveniments brasilera, resident a Espanya. Per la seva labor com a actriu porno ha estat guardonada amb diversos premis, com per exemple dos premis Nimfa i diversos del FICEB.
Durant la seva infància i adolescència va destacar en el ball, el karate i la capoeira. En una actuació com a ballarina a Rio de Janeiro, Dunia va cridar l'atenció de la directora d'una companyia de ball que va acabar convidant-la per actuar a les illes Canàries. El 1996, i amb 19 anys, va actuar en diversos establiments turístics i casinos de l'illa.
En 2000 va fundar la seva pròpia companyia de ball i va obtenir grans èxits durant tres anys consecutius. En 2004 començà a treballar com stripper a diverses sales del vell continent. Poc temps després va decidir provar sort en el porno i va canviar la seva residència a Barcelona, on va debutar al setembre de 2004 en la pel·lícula Sexstyle (de la productora International Film Group) en una escena amb Ramón Nomar i Andrea Moranty. No va trigar molt a cridar l'atenció dels professionals de la indústria i a rodar per Rocco Siffredi i protagonitzar una pel·lícula soft amb l'actriu Claudia Claire.
Al desembre de 2005 va inaugurar la seva pàgina web i actualment compagina els rodatges amb shows a la seva web, creant els seus propis continguts audiovisuals. Aquest mateix any, i en el primer com a actriu porno, va ser guardonada amb el premi Nimfa a la Millor Actriu de Repartiment Espanyola en el FICEB, pel seu paper en Rocco a Barcelona. A l'abril de 2006 va participar en la pel·lícula més important de l'any: Fashionistas II, dirigida per John Stagliano i protagonitzada per Nacho Vidal, Belladona, Katsumi i Rocco Siffredi. Quatre mesos després va inaugurar pornstarsspain.com, la primera pàgina web que reunia totes les actrius pornos que treballen a Espanya, un projecte innovador a manera d'agència. A l'octubre va tornar a guanyar dos premis Nimfa en el FICEB per la seva «escena de sexe més original» en la pel·lícula Cafè Diable, al costat de Max Cortés i Salma Nora.
En 2007 va actuar en els premis Turia de València, va co-protagonitzar dues pel·lícules porno (Món Gos i Talion), va ser col·laboradora habitual del programa Estat de xoc (Canal Català), presentat per Chiqui Martí i Pere Espinosa i va ser l'encarregada d'impartir les classes a la Universitat del sexe. En 2008 va esdevenir la imatge de la marca de videoportals 3gSex, al costat de Nacho Vidal. Un any més tard va rodar una escena a Los Angeles amb l'actor Lexington Steele per a la pel·lícula Milf Magnet Vol.4. També ha actuat en escenes de la pàgina web Cumlouder.
Comparteix un 'podcast porno al costat de Matxuca(Bombolla X), en el qual comenten les diferents notícies relacionades amb el món del porno.
Va presentar al costat de diverses actrius porno, com Sophie Evans o Fayna Vergara, el concurs Nosolosexo (Canal Català).

## Cinema[calcitació]
En 2008 va fer un cameo en la pel·lícula 25 kilates, dirigida per Patxi Amezcua i, al costat de Sophie Evans, va fer un altre en la pel·lícula Biutiful (2010), dirigida per Alejandro González Iñárritu i protagonitzada per Javier Bardem.

## Premis[calcitació]
- 2005: Millor actriu de repartiment en el Festival Internacional de Cinema Eròtic de Barcelona(FICEB).
- 2006: Millor disseny web eròtica en el FICEB.
- 2006: Escena de sexe més original en el FICEB, al costat de Salma de Nora i Max Cortés.
- 2007: Millor actriu en internet al Congrés ProPorn.
- 2007: Millor espectacle en el festival Erotika (Hongria).
- 2007: Millor actriu de repartiment en el Festival Internacional de Cinema Eròtic de Barcelona(FICEB).
- 2007: Millor actriu en de repartiment en FICEBA (Festival internacional de cinema eròtic de Buenos Aires).
- 2008: PROPORN 2008: Actriu amb més futur en internet.
- 2008: NIMFA 2008 FICEB: Millor Pornstar de repartiment espanyola.
- 2011: Millor actriu porno europea en els XX Premis Turia.

## Aparicions[calcitació]
- Programes de televisió: Buenafuente, ¿Dónde estás corazón?, Aquí hay tomate, TNT, Quatro TV, Playboy TV, Espejo Público, 21 dias.
- Revistes: Interviú, Primera Línea, Eros Comix, Catàleg Thagson, Lib, Galícia Eròtica, Penthouse, Set, FHM, Fotogramas, Hot Video, la revista portuguesa TV 7 dies, periòdic 20 minutos, periòdic argentí Clarín.
- Rodatge vídeo musical amb Nacho Vidal per Sexstyle.